# St. Elisabeth (Steinbach an der Haide)

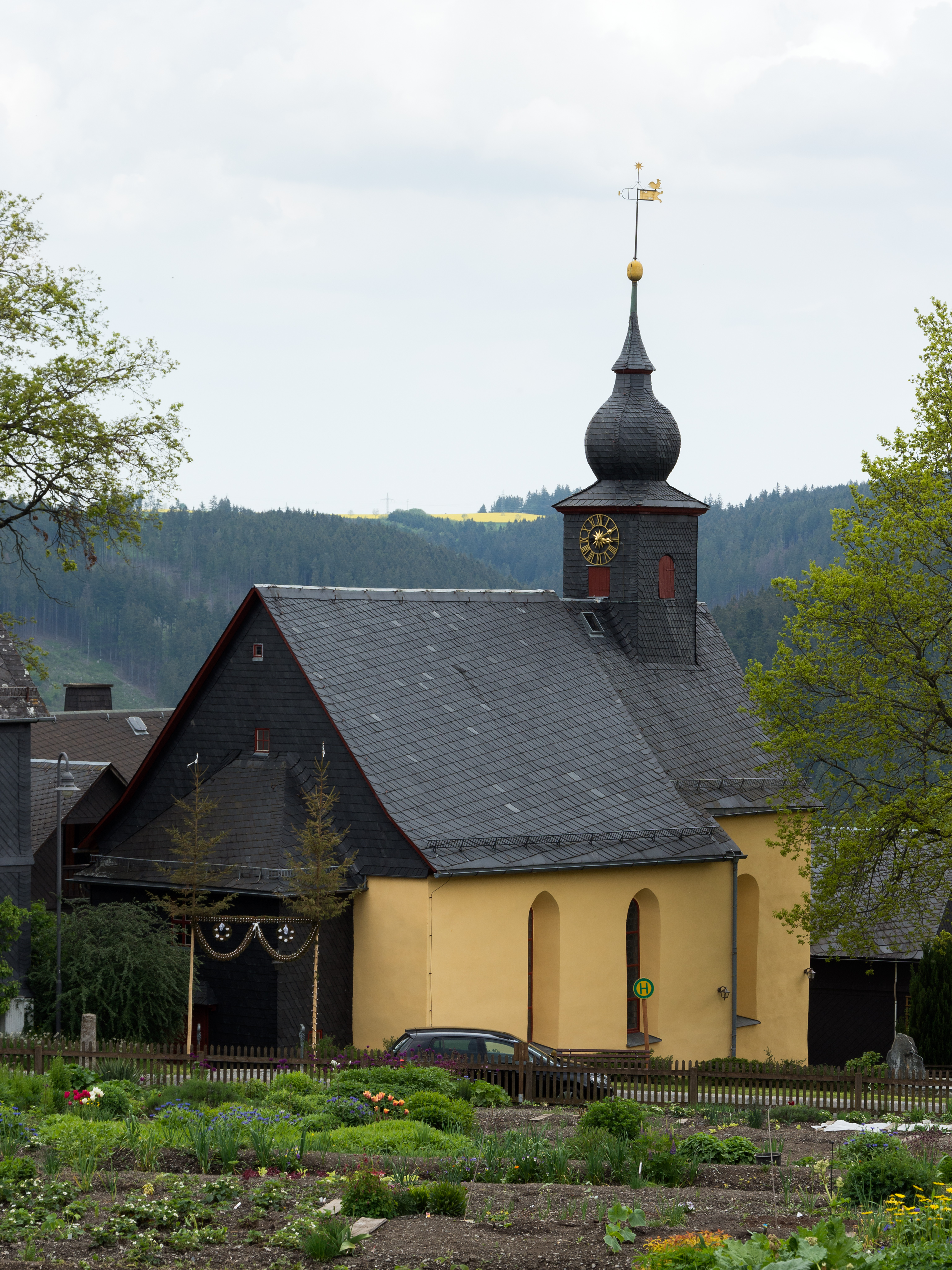
St. Elisabeth

Die Pfarrkirche St. Elisabeth ist ein evangelisch-lutherisches Kirchengebäude in Steinbach an der Haide, einem Gemeindeteil der oberfränkischen Stadt Ludwigsstadt. Das unter Denkmalschutz stehende Bauwerk, das im Kern wohl aus dem 13. Jahrhundert stammt, ist der Heiligen Elisabeth von Thüringen geweiht.

## Geschichte
Erstmals direkt erwähnt wurde die Kirche in einer Urkunde aus dem Jahr 1588. Entstanden sein muss das Bauwerk jedoch bereits gegen Ende des 12. oder Anfang des 13. Jahrhunderts zur Gründungszeit des Ortes, womit es zu den ältesten erhaltenen Kirchenbauten im Landkreis Kronach gehört. Die damals wahrscheinlich Johannes dem Täufer geweihte Kirche war eine Filialkirche der Propstei Zella und unterstand dem Benediktinerkloster Paulinzella bei Saalfeld. Weshalb die Kirche heute das Patrozinium der heiligen Elisabeth trägt, lässt sich nicht mehr nachvollziehen. Möglicherweise hatte die Kirche zunächst zwei Patrozinien, von denen eines im Laufe der Zeit verdrängt wurde.
Während des Dreißigjährigen Krieges wurde Steinbach an der Haide im April 1634 von Soldaten aus Kronach, das zum katholischen Hochstift Bamberg gehörte, überfallen und gebrandschatzt. Hierbei wurde auch der Kirchenbau teilweise niedergebrannt und anschließend zunächst notdürftig wieder aufgebaut. Die älteste Glocke der Kirche, die der heiligen Elisabeth geweiht ist, wurde 1639 von Melchior Moringer in Rudolstadt gegossen. Die Fertigstellung der Wiederaufbauarbeiten zog sich bis in die Mitte der 1650er Jahre hin, die Ausstattung wurde gegen Ende des 17. Jahrhunderts mit einer neuen Kanzel wieder vervollständigt. Der Altaraufbau entstand zu Beginn des 18. Jahrhunderts.
Bis ins 20. Jahrhundert erfolgten zahlreiche Instandhaltungs- und Renovierungsarbeiten, bei denen unter anderem zu einem unbestimmten Zeitpunkt im Chorraum oberhalb des Altares eine Orgelempore eingebaut wurde. Bei Arbeiten in den Jahren 1844 bis 1846 wurde der Innenbereich neu gestaltet, indem die hölzerne Ausstattung mit Ölfarbe und die Wände mit Leimfarbe vollständig weiß gestrichen wurden. Hierbei wurden zahlreiche aus dem 15. Jahrhundert stammende Fresken an den Wänden und der Decke übermalt, die teilweise bereits bei früheren Umbauten und Sanierungen beschädigt worden waren und generell wohl nicht mehr dem Zeitgeschmack entsprachen.
Kurz vor Ende des Ersten Weltkriegs musste die kleine Glocke der Kirche am 30. September 1918 abgeliefert werden. Sie befand sich bis zu ihrer Rückgabe Anfang des Jahres 1919 in einer Sammelstelle in Förtschendorf. Während des Zweiten Weltkriegs musste im Dezember 1941 die große Elisabethenglocke abgeliefert werden. Sie befand sich nach Kriegsende in einer Sammelstelle in Hamburg und kehrte am 18. August 1948 nach Steinbach an der Haide zurück.
Im Jahr 1958 wurden die Eindeckung von Dach und Turm und der Innen- und Außenputz erneuert und ausgebessert. Weitere umfangreiche Sanierungsarbeiten waren ab 1963 erforderlich, als festgestellt wurde, dass Gestühl, Fußboden und Mauerwerk unter Schwammbefall litten. Zur Beseitigung der Schäden wurde eine Drainage verlegt, um das Wasser abzuleiten, das in die in Hanglage stehende Kirche eindrang. Der historische Ziegelsteinbelag des Fußbodens wurde entfernt und an seiner Stelle ein neuer Boden aus Muschelkalkplatten verlegt. Bei den Arbeiten an den Wänden wurden unter den Kalkputzschichten die im 19. Jahrhundert übermalten Fresken wiederentdeckt. Die nur noch fragmentarisch erhaltenen gotischen Malereien, die einst wahrscheinlich den gesamten Chorbereich und vermutlich auch Teile des Kirchenschiffes zierten, wurden 1964 wieder freigelegt und konserviert. Bei diesen Arbeiten wurden an den Wänden im Chorbereich massive Schäden festgestellt, die wohl durch den Einbau der Orgelempore entstanden. Die Empore wurde daraufhin entfernt und die Orgel auf die teilweise umgestaltete Empore im Kirchenschiff versetzt. Die hölzerne Ausstattung wurde erneuert und der Innenraum erhielt wieder seine ursprüngliche Farbgestaltung.
Im Jahr 2015 waren erneut umfangreiche Sanierungsarbeiten an dem Gebäude erforderlich, da durch das Gewicht des Kirchturmes Schäden am Mauerwerk des darunter gelegenen Bogens zwischen Chor und Langhaus entstanden waren. Daneben wurden die veraltete Elektroinstallation des Gebäudes, der Putz im Sockelbereich und der Farbanstrich erneuert.